# L'Histoire de James Dean

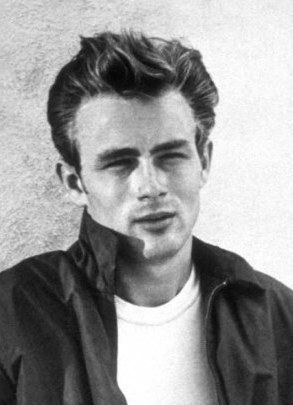
James Dean en 1955

L'histoire de James Dean (titre original: The James Dean Story) est un film documentaire américain réalisé par Robert Altman et George W. George, sorti en 1957, deux ans après la mort de James Dean.
Ce documentaire biographique a permis à Robert Altman d'attirer l'attention du monde de la télévision.

## Fiche technique
- Titre original : The James Dean Story
- Réalisation : Robert Altman et George W. George
- Scénario : Stewart Stern
- Producteurs : George W. George et Robert Altman
- Société de production : Warner Bros.
- Société de distribution : Warner Bros.
- Musique : Leith Stevens
- Genre : Film documentaire, Film biographique
- Narrateur : Martin Gabel
- Durée : 81 minutes
- Date de sortie : 
  - États-Unis : 13 août 1957
- Affiche : Bill Gold (États-Unis)

## Postérité
Le film a été projeté au Museum of Modern Art en 2014.